# Pietro Bordino
Pietro Bordino (Torino, 22 novembre 1887 – Alessandria, 15 aprile 1928) è stato un pilota automobilistico italiano.

## Biografia
Negli anni venti fu uno dei piloti italiani più famosi. Insieme a Felice Nazzaro, il suo nome è associato alle vittorie a bordo di vetture della FIAT.
Vinse nel 1922 il Gran Premio d'Italia, fu decimo alla 500 Miglia di Indianapolis del 1925, e prese parte a 10 corse dell'American Championship Car Racing organizzato dalla AAA negli Stati Uniti d'America.
Nel 1927 al Gran Premio di Milano, disputatosi sul Circuito di Monza, sull'innovativa Fiat 806, prima monoposto da GP della storia, vinse, siglando anche il giro più veloce. Dopo la corsa, la FIAT si ritirò per sempre dai Gran Premi.
Morì nel 1928 mentre stava provando una Bugatti prima del Gran Premio d'Alessandria. Improvvisamente un cane gli attraversò la strada e si incastrò sotto la vettura tra le barre dello sterzo, rendendo la vettura ingovernabile. Bordino finì nelle acque di un ramo del Rio Loreto e morì annegato. Il suo copilota, Giovanni Lasagne, subì una grave frattura al cranio e spirò poco dopo.
Bordino è sepolto nel Cimitero monumentale di Torino.

## Risultati

Bordino al volante della Fiat 805 nel 1923.

### Gran Premi di automobilismo
| Anno | Squadra  | Costruttore | Vettura      | 1       | 2       | 3       |
| ---- | -------- | ----------- | ------------ | ------- | ------- | ------- |
| 1921 | Fiat SpA | Fiat        | Fiat 802     | FRA     | ITA Rit |         |
| 1922 | Fiat SpA | Fiat        | Fiat 804     | FRA Rit | ITA 1   |         |
| 1923 | Fiat SpA | Fiat        | Fiat 805/405 | IND     | FRA Rit | ITA Rit |
| 1924 | Fiat SpA | Fiat        | Fiat 805     | IND     | FRA Rit | ITA     |

### Campionato mondiale costruttori
| Anno | Squadra        | Costruttore | Vettura      | 1      | 2   | 3   | 4      | 5   |
| ---- | -------------- | ----------- | ------------ | ------ | --- | --- | ------ | --- |
| 1925 | Pilota privato | Fiat        | Fiat 805/405 | IND 10 | BEL | FRA | ITA    |     |
| 1927 | Fiat SpA       | Fiat        | Fiat 806     | IND    | FRA | SPA | ITA NP | GBR |

### Gare extra campionato
| Anno    | Vettura | 1       | 2     |
| ------- | ------- | ------- | ----- |
| 1921    | Fiat    | TGF Rit |       |
| 1922    | Fiat    | MNZ 1   |       |
| 1924    | Fiat    | TGF 3   | CFL 3 |
| 1927    | Fiat    | MIL 1   | CFL 3 |
| 1928    | Bugatti | ALS NP† |       |
| Legenda |         |         |       |

† Deceduto.

### Targa Florio
| Anno    | Scuderia                            | Costruttore | Vettura                 | Numero | Categoria    | Classe  | Co-Pilota | Giri | Risultato assoluto | Risultato di classe |
| ------- | ----------------------------------- | ----------- | ----------------------- | ------ | ------------ | ------- | --------- | ---- | ------------------ | ------------------- |
| 1913    |                                     | Lancia      | Lancia                  | 13     | Unica        | U 9.0   |           | 1    | 8º                 | 8º                  |
| 1921    | Fabbrica Italiana Automobili Torino | Fiat        | Fiat 801-401/3.0        | 37     | Corsa        | U       |           | 1    | Rit                | Rit                 |
| 1928    | Fabbrica Italiana Automobili Torino | Fiat        | Fiat 501SS Speciale/1.5 | 8      | Racing/Sport | R/S 1.5 |           | 4    | 3º                 | 1º                  |
| Legenda |                                     |             |                         |        |              |         |           |      |                    |                     |

### AAA/USAC Championship Car
| Anno | Squadra        | Telaio | Motore | 1     | 2   | 3     | 4       | 5   | 6   | 7   | 8   | 9   | 10  | 11   | Punti | Posizione |
| ---- | -------------- | ------ | ------ | ----- | --- | ----- | ------- | --- | --- | --- | --- | --- | --- | ---- | ----- | --------- |
| 1925 | Pietro Bordino | Fiat   | Fiat   | CUL 6 | FRE | CHA 9 | INDY 10 | ALT | LAU | ALT | LAU | ROC | CHA | CUL2 | 46    | 17º       |

### 500 Miglia di Indianapolis
| Anno   | N° auto | Partito | Media qualifica | Finito | Giri | Giri in testa | Causa ritiro |
| ------ | ------- | ------- | --------------- | ------ | ---- | ------------- | ------------ |
| 1925   | 22      | 8º      | 107.661         | 10º    | 200  | 0             | /            |
| Totale | Totale  | Totale  | Totale          | Totale | 200  | 0             |              |

## Curiosità
Nel 1911 guidò sul circuito di Brooklands e sulla spiaggia di Saltburn una Fiat S76 Record e toccò i 200 km/h, per il record di velocità sul miglio.
Il suo nome è citato nel brano Nuvolari di Lucio Dalla.